# Euodice
Euodice Reichenbach, 1862 è un genere di uccelli della famiglia degli Estrildidi.

## Tassonomia
Al genere vengono ascritte due specie:
- Euodice cantans - becco d'argento
- Euodice malabarica - becco di piombo

Per lungo tempo, il becco d'argento ed il becco di piombo sono stati ascritti al genere Lonchura in virtù della somiglianza morfologica con le munie del sud-est asiatico, al limite venendo classificati in un sottogenere a sé stante, vale a dire proprio Euodice. Spesso, becco d'argento e becco di piombo sono stati inoltre considerati come due sottospecie di un'unica specie, in quanto oltre ad essere assai simili fra loro essi si ibridano facilmente e naturalmente nelle zone in cui vengono a contatto, dando progenie nella massima parte dei casi fertile.

Attualmente, tuttavia, becco d'argento e becco di piombo vengono considerate due specie separate, sebbene molto affini, e a loro volta formano un proprio clade (affine ad altri generi come Lonchura e Lemuresthes) basale rispetto agli altri estrildidi africani ed asiatici.

## Distribuzione edhabitat
Le due specie del genere Euodice sono diffuse in un areale piuttosto vasto, che comprende gran parte dell'Africa subsahariana (eccezion fatta per le aree di foresta pluviale), della penisola arabica e del subcontinente indiano.
Si tratta di uccelli amanti dei climi secchi e delle aree aperte, pertanto si trova nelle aree di savana e nelle praterie scarsamente alberate, anche semidesertiche.

## Descrizione
Si tratta di piccoli uccelli dall'aspetto robusto e dal becco grosso e forte dalla colorazione grigio-perlacea dall'aspetto vagamente metallico, da cui derivano i nomi comuni di ambedue le specie: la colorazione è bruno-grigiastra nella specie asiatica, mentre nella specie africana essa tende maggiormente al bruno: nel complesso le due specie sono estremamente simili e facilmente confondibili l'una con l'altra, tuttavia il becco d'argento presenta codione nero, mentre nel becco di piombo esso è bianco.

## Biologia
Si tratta di uccelli diurni e gregari, che passano la maggior parte del tempo fra i rami bassi o al suolo alla ricerca del cibo, che è rappresentato da piccoli semi che vengono spezzati col forte becco.

La riproduzione coincide coi periodi piovosi, cosicché i nidiacei (che nascono in grossi nidi sferici costruiti da ambedue i genitori) possano disporre di una maggiore quantità di cibo.